# Légalité de l'enregistrement par des civils
 (février 2022).
La légalité de l'enregistrement par des civils fait référence aux lois concernant l'enregistrement d'autres personnes et de biens par des civils au moyen de la photographie, de la vidéographie et de l'enregistrement audio dans divers endroits. Bien qu'il soit courant que l'enregistrement de biens publics, de personnes se trouvant dans le domaine public et de biens privés visibles ou audibles depuis le domaine public soit légal, des lois ont été adoptées pour restreindre cette activité afin de protéger la vie privée d'autrui, souvent au détriment de ceux qui cherchent à s'immiscer dans la vie privée des autres. Les lois régissant la photographie fixe peuvent être très différentes des lois régissant tout type de photographie cinématographique.
Aux États-Unis, des lois anti-photographie ont été adoptées à la suite des attentats du 11 septembre 2001 et de la popularité croissante des téléphones avec appareil photo. Il peut exister des lois et des politiques locales régissant le point de repère ou la propriété spécifique que l'on souhaite photographier. Les lois sur la propriété privée diffèrent. Dans la plupart des endroits, les propriétaires de biens privés doivent autoriser l'enregistrement sur leur propre propriété.

## Exceptions

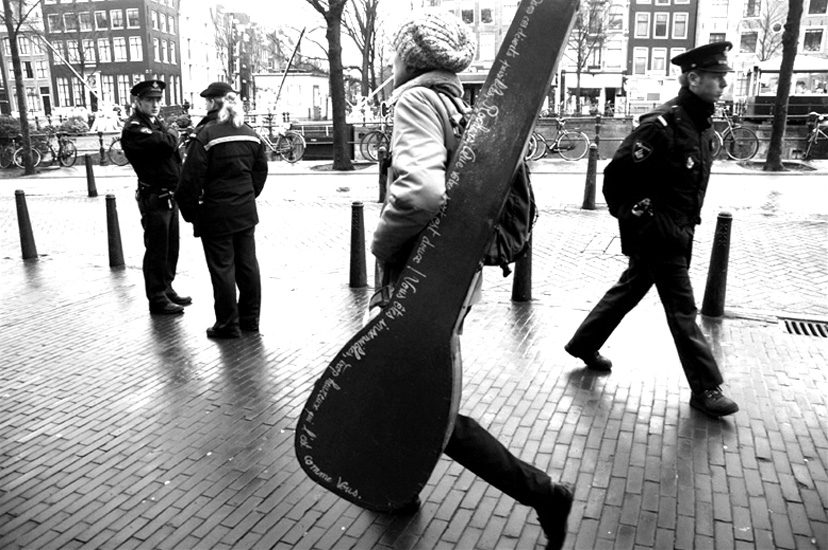
Photographier des officiers de police à Amsterdam, aux Pays-Bas.

### Lieux très médiatisés
Des panneaux placés autour de nombreux ponts, dont le pont Verrazano-Narrows, indiquent qu'il est interdit de filmer la structure. La légalité de ces restrictions est problématique ; au regard du premier amendement des États-Unis d'Amérique, les restrictions concernant la prise de photos d'une structure publique en public peuvent être inconstitutionnelles (étant donné que l'interdiction de prendre des photos n'empêchera probablement ni ne réduira le potentiel d'actes terroristes, et qu'une telle interdiction ne signifie pas nécessairement qu'elle empêchera de quelque manière que ce soit quelqu'un de commettre un attentat en premier lieu). Les tribunaux ont toutefois jugé que, dans certains cas, les restrictions relatives à la prise de photos sur des réserves militaires, telles que les bases militaires, peuvent être constitutionnelles. Ainsi, une restriction relative à la prise de photos d'une structure gérée par l'armée ou située sur une réserve militaire pourrait être constitutionnelle, mais même dans ce cas, ces restrictions doivent être raisonnables et avoir un objectif pertinent.
En août 2004, un homme d'Annandale, en Virginie, a été arrêté et détenu lorsqu'un officier de police a vu sa femme filmer le pont de la baie de Chesapeake alors qu'il le traversait en voiture. Il a été détenu en tant que témoin matériel après qu'il a eu été découvert qu'il avait des liens avec le Hamas. Il a ensuite été libéré sous caution sans être inculpé.

### Voyeurisme
De nombreux endroits ont adopté ou envisagé une législation interdisant le voyeurisme à l'aide de téléphones et d'autres dispositifs similaires, communément appelé « upskirting » ou « downblousing »,,. Ces comportements sont devenus courants depuis que les téléphones avec appareil photo sont devenus populaires, ce qui soulève de telles préoccupations. Le 7 mars 2014, l'audience de la Cour suprême judiciaire du Massachusetts a statué que prendre des photos d'une personne sous sa jupe n'était pas spécifiquement empêché par les lois sur le voyeurisme. Les juges de la Cour suprême du Massachusetts ont conclu que, puisque les lois actuelles ne faisaient aucune distinction pour les personnes habillées, mais seulement pour les personnes « partiellement ou complètement » déshabillées, cette pratique était légale en vertu de la loi actuelle du Massachusetts,. Dès le lendemain, une loi a été introduite pour interdire l'upskirting dans son intégralité. Elle a rapidement reçu un soutien bipartisan et a été approuvée et promulguée le 8 mars 2014.

### Affichage public
Les lois interdisant la photographie de civils à des fins d'affichage public ont empêché la création d'enregistrements pour Google Street View dans certains pays d'Europe.

### Enregistrement vocal
Les lois diffèrent aux États-Unis quant au nombre de parties qui doivent donner leur consentement avant qu'une conversation puisse être enregistrée. Dans 38 États et dans le district de Columbia, les conversations peuvent être enregistrées si la personne concernée est partie à la conversation, ou si au moins une des personnes qui sont parties à la conversation a donné à un tiers le consentement d'enregistrer la conversation. Depuis 2010, en Californie, au Connecticut, au Delaware, en Floride, en Illinois, au Maryland, au Massachusetts, au Nevada, au New Hampshire, en Pennsylvanie, au Vermont et dans l'État de Washington, le consentement de toutes les parties à la conversation doit être obtenu afin d'enregistrer une conversation.
Au Canada, les appels téléphoniques peuvent être enregistrés sans ordonnance du tribunal si l'une des parties à l'appel consent à l'enregistrement. Il est laissé à la discrétion du juge d'admettre ou non l'enregistrement en preuve si les deux parties ne savent pas que la conversation a été enregistrée. 